# Benjamin Bradlee
Pour les articles homonymes, voir Bradlee.
Benjamin Crowninshield Bradlee, né le 26 août 1921 à Boston et mort le 21 octobre 2014 à Washington,, est un journaliste américain.

## Biographie
Benjamin Bradlee est le rédacteur en chef du Washington Post de 1965 à 1991. Il a affronté le gouvernement américain lors de la publication des Papiers du Pentagone (Pentagon Papers) et a soutenu le travail de Bob Woodward et Carl Bernstein pendant le scandale du Watergate, partageant avec eux le secret de l'identité de leur informateur « Deep Throat ».

## Filmographie
- Les Hommes du président, film d’Alan J. Pakula (1976) : rôle joué par Jason Robards
- Pentagon Papers, film de Steven Spielberg (2017) : rôle joué par Tom Hanks

## Publications
- (en) Bradlee, Benjamin, Conversations With Kennedy (W W Norton & Co Inc, 1984)  (ISBN 978-0-393-30189-2)
- (en) Bradlee, Benjamin, A Good Life: Newspapering and Other Adventures (Simon & Schuster, 1995)  (ISBN 978-0-684-80894-9)